# Marián Chalány
Marián Chalány (* 24. července 1984, Bratislava) je slovenský divadelní herec.
Vystudoval jazykové gymnázium v Bratislavě, poté zůstal ve své rodném městě a pokračoval na Vysokou školu múzických umění. Od roku 2007 je členem brněnského HaDivadla.

## Role

### Role vHaDivadle
- Boris Pytlík, aparátčík – Bohnice aneb Člověče nezlob se
- Joseph Goebbels – Doma u Hitlerů aneb Historky z Hitlerovic kuchyně
- Strouhal – Maryša
- Teplák – Roky 90: Láska, pank a Nesmírnost
- Sergej Vojnicev – Sežer sám sebe (Platonov)
- Soumrak samců
- Tajná zpráva z planety matek/ Mamma Guerilla

### Rozhlasové role
- 2015 Conti, malíř, Gotthold Ephraim Lessing: Emilia Galotti, Český rozhlas Brno[1][2]